# فینال جام حذفی فوتبال انگلستان ۱۹۵۷
فینال جام حذفی فوتبال انگلستان ۱۹۵۷، رقابت پایانی جام حذفی فوتبال انگلستان در سال ۱۹۵۷ میلادی است که مابین دو تیم باشگاه فوتبال استون ویلا و باشگاه فوتبال منچستر یونایتد در ورزشگاه ومبلی لندن برگزار شده‌است.
این مسابقه که در تاریخ ۴ مه ۱۹۵۷ انجام شده‌است با نتیجه ۲ بر ۱ به سود تیم باشگاه فوتبال استون ویلا به پایان رسید.